# Лейтнер, Йозеф
Йозеф Лейтнер, Ляйтнер (нем. Josef Leitner, Leithner; ?) — австрийский химик-технолог, а также «живописец цветов и растений» в росписи изделий Венской фарфоровой мануфактуры.
Йозеф Лейтнер учился в Венской академии изобразительных искусств. С 1785 года работал на Венской фарфоровой мануфактуре «Аугартен» в самый знаменитый период её деятельности, период Зоргенталя. Он разработал новый классицистический декор из цветочных гирлянд подобно изделиям севрского фарфора.
В 1791 году он изобрёл ярко-голубую краску, названную его именем (Leithner Blau). По красоте эта краска не уступала «королевской синей» французской мануфактуры в Севре.
Под фамилией Лейтнер, или Ляйтнер, известны и многие другие немецкие и австрийские живописцы, скульпторы и гравёры.